# وزارت تحصیلات عالی
وزارت تحصیلات عالی افغانستان برنامه‌ریز و اداره‌کننده تمام دانشگاه‌های دولتی افغانستان است. برای انسجام موسسات تحصیلات عالی کشور، گسترش و توسعه نهادهای تحصیلی در مرکز و ولایات، دولت را واداشت تا در سال ۱۳۵۶ هـ ش وزارت تحصیلات عالی را به مثابه بزرگ‌ترین ارگان فرهنگی در چوکات حکومت تأسیس کند. سرپرست کنونی این وزارتخانه اکنون بر عهده شیخ ندامحمد ندیم است.
این وزارت موظف گردید تا به خاطر سمت‌دهی و سازماندهی کلیه سیستم‌های تحصیلات عالی ملکی در مملکت و به منظور تحقق طرح‌های کوتاه و درازمدت برای تربیت کادرهای ملی، هماهنگی در تهیه مواد درسی، تنظیم برنامه‌های معین تحصیلی، پژوهشی، چاپی، افزایش سطح دانش اعضای کادر علمی، بررسی مداوم وضع زندگی استادان و محصلان، ایجاد روابط سالم علمی و دانشگاهی با مؤسسات علمی و فرهنگی ملی و بین‌المللی برای پیشرفت کمی و کیفی نهادهای تحصیلی، رفع نیازمندی‌های جامعه، از رهگذر آماده‌سازی متخصصان جوان، تلافی عقب‌ماندگی کشور از کاروان علم و معرفت جهانی، ایجاد گروه‌های مشورتی برای بخش‌های مختلف اقتصادی، مهندسی، طبی، تعلیم و تربیت، حقوق، زراعت، ساختمان‌های دولتی و شهری، علوم شرعی، طرح اساسنامه‌ها، قوانین، مقررات، لوایح و راهکارها در عرصه تحصیلات عالی، برگزاری همایش‌ها و جشنوراه‌های علمی مطابق مقتضیات جامعه، تدویر دوره‌های تکمیلی تخصصی، توسعه موسسات آموزشی مورد نیاز ادارات رسمی، ارزیابی وضع موسسات تحصیلی در مطابقت با شرایط کشور، لغو، ادغام و تأسیس مراکز تحصیلی و علمی- تطبیق یکسان و بلا انحراف تمام اسناد تقنینی و کنترل از تحقق به موقع آن با ارزیابی اسناد علمی کار و فعالیت کند.

## پیشینه
برای نخستین بار هسته تحصیلات عالی در کشور در تاریخ اول عقرب ۱۳۱۱ه-ش با تأسیس دانشکده طب در شهر کابل گذاشته شد. در سال ۱۳۲۵ دانشگاه كابل، در سال ۱۳۴۳ دانشگاه ننگرهار و در سال ۱۳۴۸ دانشگاه پولی تخنیک کابل تاسیس گردیدند.
در سال ۱۳۵۶ برای انسجام مؤسسات تحصیلات عالی کشور، گسترش و توسعه نهادهای تحصیلی، وزارت تحصیلات عالی و مسلکی به مثابه بزرگترین ارگان فرهنگی تأسیس گردید. پس از آن تمام پیداگوژی‌های افغانستان که دارای نظام درسی لیسانس بودند؛ با تمام تشکیلات و پرسونل به وزارت تحصیلات عالی ادغام شدند.
در سال ۱۳۷۳ بخش تعلیمات تخنیکی، مسلکی و حرفوی از وزارت تحصیلات عالی و مسلکی به وزارت معارف ملحق گردید که در نتیجه آن مؤسسه تخنیکی، مسلکی و حرفوی با تمام تشکیلات از وزارت تحصیلات عالی خارج و برای تشکیل وزارت معارف، به آن وزارتخانه ادغام گردید. 

## دورنما

### اهداف
انکشاف و بازنگری در فرایند تحقیقات؛ بهبود آموزش و بازنگري نصاب تحصیلی؛ تقویت برنامه های ارتقای ظرفیت؛ تطبیق HEMIS و ریفورم و محو فساد اداری؛ بازنگری اسناد تقنینی؛ بازنگری در فرایند رفاهی محصلین؛ بهبود و تجدید نظر در ساختارها و فرایندها؛ ایجاد مراکز عایداتی؛ انکشاف همکاری با نهادهای داخلی و خارجی؛ ایجاد اداره ی مستقل ارتقای کیفیت و اعتبار دهی مراکز علمی.

### دیدگاه
برخورداری از سیستم مدیریت معلوماتی موثر، کارآمد، شفاف و ساده؛ برخورداری از سیستم ارزیابی عملکرد معقول و دقیق؛ انکشاف واحدهای اداری مطابق با نیازها؛ برخورداری از کادر علمی شايسته و متخصص در تراز دانشمندان جهانی؛توانمندی در ایجاد فرصت‌های آموزشی، تحقیقاتی و فرهنگی مادام العمر برای جامعه افغانستان؛ برخورداری از نصاب تحصیلی پیشرفته متناسب با نیازهای کشور؛ پيشرو در تولید خدمات علمی و توسعه‌ی پایدار کشور؛
وزارت تحصیلات عالی بر آن است که با استفاده از نیروی انسانی کارآمد و تکنالوژی‌های نوين، نظام تحصیلی پیشرفته با اداره‌ی شفاف و پویا در افغانستان بسازد تا جایگاه ممتاز در تربیت نیروی انسانی متعهد، متخصص، كارآفرین و پيشرو در سطح منطقه داشته باشد.

### مأموریت
تربیت نیروی انسانی متعهد، متخصص، كارآفرین و خلاق؛ نهادينه سازی تفكر پژوهش محوری؛ نوآوری در دانشگاه ها، مراکز تحقیقاتی، افراد و سازمان ها با استفاده از فرصت‌های جهانی؛ ايجاد، انتقال، جذب، بومی سازی، انتشار و به كارگيری تکنالوژی مدرن با هدف افزايش اقتدار ملی، توليد ثروت و تأمين رفاه اجتماعی؛ فراهم آوری امکانات دسترسی عادلانه و رقابتی به تحصیلات عالی کیف؛ راه اندازی تحقیقات علمی هدفمند و ارایه‌ی آن؛ ایجاد منابع عایداتی و تولید ثروت بر پایه‌ی علم آفرینی؛ تأسیس پایگاه ملی ثبت دستآوردهای تحقیقاتی و پایان نامه‌های تحصیلی؛ نظارت و ارزش یابی و کنترول کلیه‌ی امور تحقیقاتی؛ راه اندازی سیستم گرنت تحقیقاتی برای کادر علمی دانشگاه ها؛ بهبود ارایه ی خدمات برای محصلان.
وزارت تحصیلات عالی به منظور آموزش و تربیت نیروی انسانی متخصص، كارآفرین و پيشرو در فرایند علم آفرینی، با استفاده از تکنالوژی‌های نوين آموزشی، اداره شفاف و نظام تحصیلی پویا؛ تلاش می‌کند در سطح کشورهای منطقه پاسخگوی نیازمندی‌های جامعه باشد.

## تشکیلات
- مقام وزارت
- ریاست دفتر
- مشاور وزارت
- ریاست تفتیش
- سخنگوی وزارت
- مشاور حقوقی
- معینیت امور علمی
- مشاور امور آکادمیک
- ریاست انکشاف برنامه های علمی
- ریاست تضمین کیفیت
- ریاست پلان پالیسی و تقنین
- ریاست ارتباط خارجه
- ریاست نظارت و ارزیابی
- ریاست تحقیق تالیف و ترجمه
- ریاست تقرر و ترفیعات علمی استادان
- ریاست نصاب تحصیلی
- معینیت امور محصلان
- مشاور امو محصلان
- ریاست امور محصلان دولتی
- ریاست امور محصلان خصوصی
- ریاست معادلت اسناد خارج مرز
- آمریت انسجام امور خدمات محصلان
- معینیت مالی و اداری
- ریاست مالی و حسابی
- ریاست اداری و زیر بنا
- ریاست منابع بشری
- ریاست نشرات و روابط عامه
- ریاست تکنالوژی معلوماتی
- ریاست تهیه و تدارکات

## دانشگاه‌ها

### دانشگاه کابل
دانشکده طب دانشگاه کابل در سال ۱۳۱۱ تاسیس گردید که تحت سرپرستی یکی از متخصصین ترکی به نام پروفسور رفقی کامل بیگ با ۸ تن استاد شروع بکار کرد. فعالیت‌های ابتدائی این نهاد نو بنیاد را شعبات طبی کوچکی تشکیل می‌داد. تعداد محصلان (دانشجویان) آن که زمانی از ۵۰۰ نفر تجاوز نمی‌کرد تا سال‌های ۱۳۸۰ به ۶۰۰۰ تن رسید و تا سه دهه قبل برجسته‌ترین متخصصین را دارا بود که از جمله ۳۰ تن آن پروفسور در سطح جهان بود.
دانشکده حقوق و علوم سیاسی در ۱۱ میزان ۱۳۱۷ ایجاد گردید. دانشکده ساینس در سنبله ۱۳۲۱ ایجاد شد. دانشکده ادبیات و علوم بشری در سال ۱۳۲۳ تاسیس شد.
دانشکده‌های فوق تا سال ۱۳۲۵ از طرف وزارت معارف رهبری می‌شد؛ بنابراین دولت برآن شد تا دانشگاه کابل را ایجاد کند، این مؤسسه که بعداً رسماً در کتاب سبز یونسکو ثبت گردید، به عنوان یگانه دانشگاه افغانستان در سال ۱۳۲۵ تأسیس شد و دانشکده‌های شبانه برای آن عده از جوانان که بر اثر نامساعد بودن شرایط نتوانسته بودند تحصیلات دوره لیسانس را تکمیل کند فراهم گردید.

### دانشگاه ننگرهار
به تعقیب دانشگاه کابل دومین مؤسسه تحصیلات عالی در ولایت ننگرهار در سال ۱۳۴۳ تأسیس گردید. 

### دانشگاه پولی‌تخنیک کابل
دانشگاه پولی‌تخنیک که تهداب آن در سال ۱۳۴۲ گذاشته شده بود در سال ۱۳۴۸ رسماً افتتاح گردید. پولی تخنیک کابل در سال ۱۳۸۳ به دانشگاه پولی تخنیک ارتقا کرد.

### دانشگاه طب کابل
انستیتوت طب کابل که در تشکیل دانشگاه کابل (دانشگاه کابل) بود در سال ۱۳۶۳ به نام انستیتوت دولتی و در سال ۱۳۸۳ به نام دانشگاه طبی کابل مسمی گردید. 

### دانشگاه تعلیم و تربیه
برای بلند بردن نیازمندی‌های معارف افغانستان انستیتوت پیداگوژی کابل در سال ۱۳۸۲ به نام دانشگاه تعلیم و تربیه کابل ارتقا نمود.
1. دانشگاه البیرونی
2. دانشگاه بادغیس
3. دانشگاه خوست
4. دانشگاه کندهار
5. دانشگاه ارزگان
6. دانشگاه قندوز
7. دانشگاه هرات
8. دانشگاه بغلان
9. دانشگاه تخار
10. دانشگاه فراه
11. دانشگاه بلخ
12. دانشگاه کنر
13. دانشگاه غور
14. دانشگاه پکتیا
15. دانشگاه غزنی
16. دانشگاه لغمان
17. دانشگاه هلمند
18. دانشگاه پروان
19. دانشگاه بامیان
20. دانشگاه نیمروز
21. دانشگاه فاریاب
22. دانشگاه سمنگان
23. دانشگاه پنجشیر
24. دانشگاه بدخشان
25. دانشگاه جوزجان

مئوسسات تحصیلات عالی:
1. موسسه تحصیلات عالی سرپل
2. موسسه تحصیلات عالی زابل
3. موسسه تحصیلات عالی لوگر
4. موسسه تحصیلات عالی پکتیکا
5. موسسه تحصیلات عالی دایکندی
6. موسسه تحصیلات عالی نورستان
7. موسسه تحصیلات عالی میدان وردک
8. دانشگاه ملی و علوم تکنالوژی زراعتی افغانستان

## فهرست وزیران
| سید عمر منیب | محمد انور شمس | غلام صدیق محبی |
| ------------ | ------------- | -------------- |

| شماره                                | تصویر | وزیر                | تصدی          | مدت   | حزب   | رئیس‌جمهور        |
| ------------------------------------ | ----- | ------------------- | ------------- | ----- | ----- | ---------------- |
| جمهوری اسلامی افغانستان (۲۰۰۱–اکنون) |       |                     |               |       |       |                  |
| ۱                                    |       | شریف فایض           | ۲۰۰۱ ۲۰۰۴     | ۳ سال | مستقل | حامد کرزی        |
| ۲                                    |       | امیرشاه حسنیار      | ۲۰۰۴ ۲۰۰۶     | ۲ سال | مستقل | حامد کرزی        |
| ۳                                    |       | محمداعظم دادفر      | ۲۰۰۶ ۲۰۱۰     | ۴ سال | مستقل | حامد کرزی        |
| ۴                                    |       | سرور دانش           | ۲۰۱۰ ۲۰۱۲     | ۲ سال | مستقل | حامد کرزی        |
| ۵                                    |       | عبیدالله عبید       | ۲۰۱۲ ۲۰۱۴     | ۲ سال | مستقل | حامد کرزی        |
| ۶                                    |       | محمد عثمان بابری    | ۲۰۱۴ ۲۰۱۵     | ۱ سال | مستقل | اشرف غنی         |
| ۷                                    |       | فریده مومند         | ۲۰۱۵ ۲۰۱۶     | ۱ سال | مستقل | اشرف غنی         |
| ۸                                    |       | عبدالطیف روشان      | ۲۰۱۶ ۲۰۱۷     | ۱ سال | مستقل | اشرف غنی         |
| ۹                                    |       | نجیب‌الله خواجه عمری | ۲۰۱۷ ۲۰۱۹     | ۲ سال | مستقل | اشرف غنی         |
| ۱۰                                   |       | عبدالتواب بارکزی    | ۲۰۱۹ ۲۰۲۰     | ۱ سال | مستقل | اشرف غنی         |
| ۱۱                                   |       | عباس بصیر           | ۲۰۲۰ اوت 2021 |       | مستقل | اشرف غنی         |
| امارات اسلامی افغانستان (2022–اکنون) |       |                     |               |       |       |                  |
| 1                                    |       | عبدالباقی حقانی     | 2021          |       |       | ملا محمدحسن آخُند |